# Neomonachus
Neomonachus és un gènere de mamífers carnívors de la família de les foques (Phocidae). Fou separat de Monachus, el gènere en el qual es classificaven totes les foques monjo fins al 2014, quan un estudi descobrí que es tractava d'un grup parafilètic. Conté una espècie vivent, la foca monjo de Hawaii, i una d'extinta, la foca monjo del Carib, que es diferencien de Monachus per la seva mida, més petita, i l'absència d'una taca ventral blanca al pelatge.